# Juan Luis Segundo
Juan Luis Segund (ur. 31 marca 1925 w Montevideo, zm. 17 stycznia 1996 tamże) – urugwajski jezuita, teolog, filozof i jeden z kluczowych przedstawicieli latynoamerykańskiej teologii wyzwolenia. Uważany jest za jednego z jej współtwórców i intelektualnych liderów. Jego prace teologiczne, inspirowane m.in. filozofią personalizmu i duchowością ignacjańską, stanowiły istotny wkład w rozwój teologii zaangażowanej społecznie w Ameryce Łacińskiej. 

## Życiorys
W 1941 wstąpił do Towarzystwa Jezusowego, co silnie wpłynęło na jego duchowość i myślenie teologiczne. Studia filozoficzne odbywał w seminarium jezuickim w San Miguel w Argentynie, gdzie rozpoczął dialog z myślą fenomenologiczną i egzystencjalną, szczególnie inspirując się rosyjskim filozofem Nikołajem Bierdiajewem.
Studia teologiczne kontynuował na Uniwersytecie w Lowanium, uzyskując licencjat z teologii w 1956. W tym czasie nawiązał przyjaźń z Gustavo Gutiérrezem, który później zyskał miano „ojca teologii wyzwolenia”. Segundo rozwijał swoje zainteresowania filozofią religii, co zaowocowało uzyskaniem doktoratu z literatury i filozofii religii na Sorbonie w 1963. Jego prace doktorskie dotyczyły chrześcijańskiej refleksji nad osobą (w oparciu o Bierdiajewa) oraz krytycznej analizy idei „chrześcijaństwa jako utopii”.
Znaczący wpływ na jego myślenie wywarł także jezuicki uczony Pierre Teilhard de Chardin, którego ewolucyjna wizja duchowości przewija się przez całe dzieło Segundo.
W 1965 Segundo założył w Montevideo Centro Pedro Fabro, specjalizujące się w badaniach nad socjologią religii. Działalność centrum, ze względu na jego krytyczne stanowisko wobec polityki urugwajskiej, została zakazana przez władze w 1971.
Po zamknięciu ośrodka Segundo wykładał teologię na wielu uniwersytetach w obu Amerykach i Europie, m.in. w Harvardzie, Chicago, Toronto, Montrealu, Birmingham, São Paulo – z wyjątkiem uczelni w rodzinnym Urugwaju. Jednocześnie prowadził duszpasterstwo i aktywnie publikował aż do śmierci w 1996.

## Teologia
Juan Luis Segundo był głęboko zaangażowany w proces tworzenia teologii wyzwolenia, która łączyła refleksję teologiczną z analizą społeczno-polityczną i walką o prawa ubogich. Postrzegał swoją teologię jako narzędzie emancypacji i samostanowienia ludów Ameryki Łacińskiej.
Jego myśl była zakorzeniona w egzystencjalizmie, teologii historycznej oraz analizie ideologii. Krytykował dualizm, indywidualizm i oderwanie duchowości od rzeczywistości społecznej, wskazując na konieczność zintegrowania wiary z działaniem politycznym i społecznym. Bliskie mu było chrystologiczne ujęcie osoby ludzkiej oraz interpretacja Ewangelii jako wezwania do przemiany struktur niesprawiedliwości.
Segundo był także zwolennikiem wspólnotowej interpretacji Biblii, przeciwstawiając się indywidualizmowi w lekturze Pisma Świętego. Jego teksty są często odpowiedzią na ówczesne wydarzenia polityczne oraz dyskusje wewnątrz Kościoła katolickiego, w tym polemiki z dokumentami Kongregacji Nauki Wiary kierowanej przez kard. Josepha Ratzingera.

## Wybrane dzieła
- Berdiaeff. Une réflexion chrétienne sur la personne (1963)
- A Theology for Artisans of a New Humanity (5 tomów, 1973–1974)
- The Liberation of Theology (1976)
- The Hidden Motives of Pastoral Action: Latin American Reflections (1978)
- Jesus of Nazareth Yesterday and Today (5 tomów, 1982–1988)[1]
- Faith and Ideologies (1984)
- Theology and the Church: A Response to Cardinal Ratzinger and a Warning to the Whole Church (1985)
- The Humanist Christology of Paul (1986)
- The Christ of the Ignatian Exercises (1987)
- The Liberation of Dogma (1992)
- Signs of the Times: Theological Reflection (1993)